# 助行器

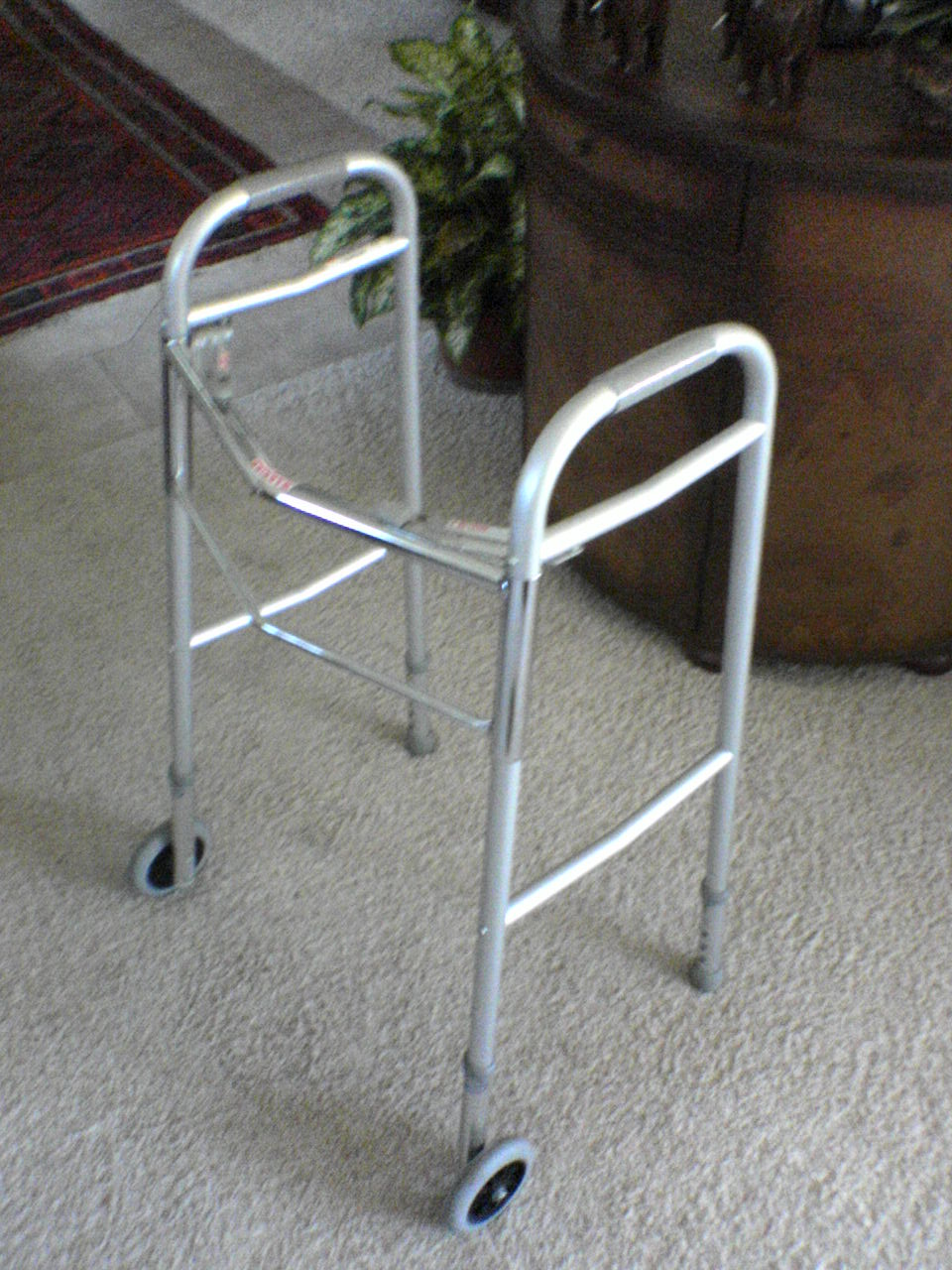
帶有輪子的助行器

助行器是一种在步行时可以讓人支撑並保持身體平衡的装置，一些年老體弱、腿腳不便的人士需要用到助行器。助行器一般有两个前轮，有些助行器還带有三个或四个轮子。捷迈邦美是助行器的主要制造商。助行器于20世纪50年代初开始出现。